# Episodi di Un ciclone in convento (sesta stagione)
La sesta stagione di Un ciclone in convento è stata trasmessa sul canale tedesco Das Erste dal 23 gennaio al 24 aprile 2007.
| n° | Titolo originale      | Titolo italiano             | Prima TV originale | Prima TV Italia |
| -- | --------------------- | --------------------------- | ------------------ | --------------- |
| 1  | Hanna von Orleans     | Arrivi e partenze           | 23 gennaio 2007    |                 |
| 2  | Der Allerletzte Zeuge | Giudici in scarpe da tennis | 30 gennaio 2007    |                 |
| 3  | Letzte Klappe         | L'ultimo ciak               | 6 febbraio 2007    |                 |
| 4  | Lottokönig            | Il re del lotto             | 13 febbraio 2007   |                 |
| 5  | Neue Frau             | Il conte Von Woller         | 20 febbraio 2007   |                 |
| 6  | Unschuld vom Lande    | Il calendario di Kaltenthal | 27 febbraio 2007   |                 |
| 7  | Madonnen-Fieber       | La bimba contesa            | 6 marzo 2007       |                 |
| 8  | Zeichen und Wunder    | I miracoli accadono ancora  | 13 marzo 2007      |                 |
| 9  | Mordgelüste           | L'esame di guida            | 20 marzo 2007      |                 |
| 10 | Wunder dauern länger  | La Madonna di Kaltenthal    | 27 marzo 2007      |                 |
| 11 | Turmbau zu Babel      | Inganno mistico             | 3 aprile 2007      |                 |
| 12 | Katzenjammer          | Spese folli                 | 10 aprile 2007     |                 |
| 13 | Nackte Tatsachen      | Un sindaco in mutande       | 24 aprile 2007     |                 |